# 성남매송초등학교
성남매송초등학교는 대한민국 경기도 성남시 분당구에 있는 공립 초등학교이다.

## 학교 연혁
성남매송초등학교는 1991년 3월 1일에 설립이 인가되었고, 1992년 9월 1일에 개교하였다.

## 참고 자료
- 성남매송초등학교 - 한국교육학술정보원 학교알리미